# Josué 21
Josué 21 es el vigesimoprimer capítulo del Libro de Josué en la Biblia hebrea o en el Antiguo Testamento de la Biblia cristiana. Según la tradición judía, el libro se atribuyó a Josué, con añadidos de los sumos sacerdotes Eleazar y Fineas, pero los eruditos modernos la consideran parte de la Tradición deuteronómica, que abarca desde el libros del Deuteronomio hasta 2 Reyes, atribuida a escritores nacionalistas y devotos de Yahvé durante la época del rey reformador de Judea Josías en el siglo VII a. C.. Este capítulo registra la designación de las «ciudades levíticas», parte de una sección que comprende Josué 13:1-21:45 sobre el reparto de la tierra de Canaán por parte de los israelitas.

## Texto
Este capítulo fue escrito originalmente en Lengua hebrea. Está dividido en 45 Versículos.

### Testigos textuales
Algunos manuscritos antiguos que contienen el texto de este capítulo en hebreo pertenecen a la tradición del Texto Masorético, que incluye el Códice de El Cairo (895), el Códice de Alepo (siglo X) y el Códice Leningradoensis (1008).
Los manuscritos antiguos existentes de una traducción al griego koiné conocida como Septuaginta (originalmente se hizo en los últimos siglos a. C.) incluyen el Codex Vaticanus (B; {\displaystyle {\mathfrak {G}}}B; siglo IV) y Codex Alexandrinus (A; {\displaystyle {\mathfrak {G}}}A; siglo V). 

## Análisis
.

Mapa de la asignación de tierras a las tribus de Israel en tiempos de Josué

La narración del reparto de la tierra de Canaán por parte de los israelitas que comprende los Versículos 13:1 a 21:45 del 
el Libro de Josué y tiene el siguiente esquema:
A. Preparativos para distribuir la tierra (13:1-14:15)
B. El reparto para Judá (15:1-63)
C. La Asignación para José (16:1-17:18)
D. Distribución de tierras en Silo (18:1-19:51)
E. Distribución Levítica y Conclusión (20:1-21:45)
1. Ciudades de Refugio (20:1-9)
a. Reglamento de las Ciudades de Refugio (20:1-6)
b. Designación de Ciudades de Refugio (20:7-9)
2. Ciudades Levíticas (21:1-42)
a. Acercamiento a Josué y Eleazar (21:1-3)
b. Resumen inicial (21:4-8)
c. Asignación Sacerdotal Coatita (21:9-19)
d. Asignación coatita no sacerdotal (21:20-26)
e. Asignación Gersonita (21:27-33)
f. Asignación Merarita (21:34-40)
g. Resumen levítico (21:41-42)
3. Resumen de la fidelidad divina (21:43-45)

## Ciudades levíticas (21:1-42)
Ahora les toca a los levitas recibir su parte de la tierra de manos de Josué y Eleazar en Shiloh (Versículos 1-2). La «herencia» de los levitas es el propio YHWH (Números 18:20; Deuteronomio 18:1-2, cf. Deuteronomio 10:9; en la práctica, recibirían parte de los sacrificios y ofrendas de los israelitas; Números 18:9-24), por lo que no recibirían territorio tribal (13: 14; 14:3-4), sino sólo ciudades y sus tierras de pastoreo en todo Israel (versículos 1-3), un total de cuarenta y ocho ciudades levíticas (Números 35), incluidas las seis ciudades de refugio (Números 35:6-7-todas señaladas en Josué 21; Versículos 11, 21, 27, 32, 36, 38).  Es posible que las ciudades «sirvieran principalmente como residencias y lugares donde los levitas podían disfrutar de cierta riqueza y estatus personal, mientras desempeñaban sus deberes sacerdotales en otros lugares» (Deuteronomio 18:6-8; Jueces 18:3-6).
Las ciudades fueron dadas de las otras tribus por sorteo a los levitas, según su división:
- Los sacerdotes de los Kohathites, los hijos de Aarón (21:1-8): 13 ciudades de las tribus de Judá, Simeón y Benjamín.
- Levitas de los cohanitas (21:9-19): 10 ciudades de las tribus de Efraín, Dan y la media tribu de Manasés (Manasés Occidental).
- Los Gersónitas (21:20-26): 13 ciudades de las tribus de Isacar, Aser, Neftalí y la media tribu de Manasés en Basán (Manasés oriental).
- Los Merarites (21:27-33): 12 ciudades de las tribus de Rubén, Gad y Zabulón.

### Comentarios a los versículos 1-42
Las cuarenta y ocho ciudades asignadas a los levitas, detalladas con precisión en el texto bíblico, subrayan su papel central en la vida religiosa y social de Israel. Como tribu dedicada al culto divino y a la enseñanza de la Ley, su dispersión estratégica entre las demás tribus favorecía la difusión de los valores religiosos y la unidad espiritual del pueblo. Este ordenamiento refleja cómo el culto y la instrucción estaban integrados en la estructura social, especialmente relevante tras el exilio, cuando se reforzó la identidad religiosa y nacional de Israel.

## Resumen de la fidelidad divina (21:43-45)
La conclusión resumida señala el cumplimiento de la promesa y el descanso de los enemigos (cf. Josué 11:23). Estos Versículos cierran el registro de la división de la tierra, y unen las dos mitades del Libro (capítulo 1-12 y capítulo 13-21): Las declaraciones de estos Versículos consisten en que los israelitas aún no habían poseído todas las ciudades asignadas a las distintas tribus (Jueces 1:21-36) ni sometido en ningún momento todo el país que les había sido prometido (Números 34: 1-12), porque Dios pretende que la población nativa no sea aniquilada repentinamente (Deuteronomio 7:22), pero en este momento los cananeos estaban rotos en fuerza, ocupando lugares aislados en medio mismo de las tribus del pueblo de Dios, por lo que en conjunto, la conquista de Canaán era 'ya «ex parte Dei» una obra perfecta'.

### Comentarios a los versículos 43-45
La segunda parte del libro de Josué concluye resaltando la fidelidad de Dios al cumplir todas sus promesas a Israel. El versículo final (Jos 21,43) actúa como un testimonio de la confianza que se puede depositar en el Señor, quien es fiel y constante en su palabra. Este tema central conecta con otros pasajes bíblicos que subrayan la lealtad divina (Dt 7,9; Is 55,11), recordando que Dios nunca deja sin cumplir lo que promete. Es una exhortación a vivir con esperanza y fe en su fidelidad.